# Ґабріелюс Ландсберґіс
Ґабріелюс Ландсберґіс (нар. 7 січня 1982 ) — литовський політик, член Сейму від округу Центр — Жалякальніс, і колишній депутат Європарламенту. Він був членом Групи Європейської народної партії (Християнські демократи). Ландсберґіса обрали головою Союзу Вітчизни (Литовські християнські демократи) 2015 року.
11 грудня 2020 року затверджений міністром МЗС Литви в адміністрації Інґріди Шимоніте.

## Кар'єра
2003 року Ландсберґіс закінчив історичний факультет Вільнюського університету та здобув ступінь бакалавра; 2005 року закінчив Інститут міжнародних відносин та політичних наук Вільнюського університету, здобувши ступінь магістра з міжнародних відносин та дипломатії. Працював у Міністерстві закордонних справ Литви та Канцелярії Президента Литви. 2007 року він приєднався до персоналу посольства Литви в Бельгії. Ландсберґіс повернувся до Литви 2011 року й працював у канцелярії уряду Литви.

### Член Європарламенту, 2014—2016
Ландсберґіс був членом Європарламенту від Литви. Він був обраний до Європарламенту як член Союзу батьківщини — литовських християнських демократів.
Він працював в Комітеті з міжнародної торгівлі та в Підкомітеті з питань безпеки та оборони. Окрім доручень комітету, був членом Групи Європейського парламенту з прав дитини.
25 квітня 2015 року Ландсберґіс був обраний Головою Союзу Вітчизни, здолавши ексспікера Сейму Ірену Дегутьєне.
Ландсберґіс попросив про зустріч з російськими депутатами та чиновниками в Москві на тлі росівйсько-української війни на початку 2015 року, але російська сторона відмовилася від зустрічі.

### Міністр МЗС Литви
2 червня 2021 року Ландсберґіс закликав білоруського диктатора Олександра Лукашенка скласти повноваження президента Білорусі, розкритикувавши його за наявність політв'язнів у Білорусі. Це сталося після арешту опозиційного журналіста Романа Протасевича на рейсі 4978 Ryanair, що прямував до Вільнюсу.
У жовтні 2024 року Ландсбергіс оголосив про відставку з посади лідера партії Союзу батьківщини після невдачі на виборах до Сейму Литви.

## Статки, розслідування конфлікту інтересів
Ландсберґіс потрапив до п'ятірки найзаможніших членів Сейму 2016—2020 років, головним чином завдяки мережі приватних шкіл та дитячих садків його дружини, які частково фінансуються з державних джерел. Були порушені питання щодо підозрілих господарських операцій, але справа не надходила до суду, хоча Національна податкова інспекція розпочала офіційне розслідування.

## Особисте життя
- Батько  — Вітаутас (Вітовт) Ландсберґіс, литовський письменник,
- Мати — Гедре Букеліте. Ґабріелюс — онук Вітаутаса Ландсберґіса, видатного литовського політика.
- Дружина — Австея Ландсбергєне, мають чотирьох дітей.

## Нагороди
- Пам'ятний знак за особистий внесок у головування Литви у Раді Європейського Союзу у 2013 році (2013)[13]
- Орден князя Ярослава Мудрого III ступеня (Україна, 23 серпня 2022) — за значні особисті заслуги у зміцненні міждержавного співробітництва, підтримку державного суверенітету та територіальної цілісності України, вагомий внесок у популяризацію Української держави у світі.[14]
- Хрест Добросусідства (Об'єднаний перехідний кабінет Білорусі, 2024)[15]
- Хрест «За заслуги» 1-го класу (Міністерство закордонних справ Естонії, 2024)[16]
- Орден Зірки Румунії, великий офіцерський хрест (16 грудня 2024)[17]
- Орден Діамантової зірки 2-го класу (Тайвань, 14 січня 2025)[18][19]